# TOKAIコミュニケーションズ
株式会社TOKAIコミュニケーションズ（トーカイコミュニケーションズ、旧名・ビック東海）は、日本の電気通信事業者である。TOKAIホールディングスの子会社であり、グループ内で情報通信部門を担っている。

## 概要
1977年、焼津ケーブルビジョンを設立、翌年社名をビック東海に変更。ケーブルテレビ、ゲームソフト開発、ADSL事業などを行った。
2011年、持ち株会社TOKAIホールディングスの100%出資子会社となり、翌年ケーブルテレビ事業をTOKAIケーブルネットワークとして分社化した。
現在は、光インターネット接続等、宅内で利用する固定通信サービスに加え、MVNOとして格安SIM・格安スマホなどの移動体通信サービスなど、通信サービスを総合的に提供している。
また、システムインテグレーション、企業向けソリューションを兼ね備えたデータセンター事業、及び自社保有のネットワークインフラを基盤とした通信事業を強みとして、ソリューションビジネスを提供している。
本社所在地は静岡県静岡市葵区常磐町2丁目6番地の8 TOKAIビル。

## 事業内容

### 通信・モバイル事業

#### @T COM（アットティーコム）ヒカリ
2015年3月、NTT東日本・西日本からフレッツ光回線の卸を受け、光コラボレーション事業@T COM（アットティーコム）ヒカリを提供している。

#### TOKAIモバイル
2006年8月、TOKAIグループはソフトバンクグループと戦略的事業提携について合意し、同年10月よりモバイル販売事業を開始。TOKAIモバイルショップは静岡県内に11店舗、埼玉県に1店舗出店している（2018年8月現在）。

#### LIBMO
2017年2月、MVNO事業に参入しスマートフォン向け格安SIMサービスLIBMOの提供を開始した。NTTドコモのエリアで通話とデータ通信が可能。単独契約も可能で、@T COM（アットティーコム）ヒカリ利用者はセット割りが適用される。

### 広域通信事業
TOKAIグループが保有する光ファイバを活用し、専用線や広域イーサネットをはじめとした拠点間通信サービス、インターネットへの接続サービスを提供している。自社で保有する光ファイバは北関東から西日本まで総延長約5,600kmにおよぶ。インターネットの接続総帯域は290Gbps（2016年4月現在）。

### システムインテグレーション事業
情報システム開発で培ってきた経験をもとに、大型のソフトウェア受託開発に携わっている。ユーザの要望に合わせたネットワーク・システム基盤・アプリケーションの導入構築、運用保守のほか、近年ではAmazon Web Services（AWS）など他社クラウドサービスを利用したシステムの設計から運用までを支援するサービスも提供している。

### データセンター事業
静岡県と岡山県に自社のデータセンターを保有し、その基盤を利用して各種サービスを提供。二つのデータセンターは自社光ファイバ網により接続されている。日本国内の20社を超えるデータセンター事業者と戦略的ビジネスアライアンスを締結し、BCP・DRサービスの実現、サービスの相互補完、新たな仮想サービスの実証実験や商用化など、地域産業および国内データセンター事業の活性化を目的とした各種取り組みを行っている。

## 沿革
以下、特に脚注が無い限り公式ウェブサイトの沿革を出典とする。
- 1977年3月 - 焼津ケーブルビジョン株式会社設立。
- 1978年5月 - 社名をビック東海に変更。
- 1996年6月 - 株式会社TOKAIと共同でインターネット事業を開始。
- 1998年3月 - 通商産業省（現：経済産業省)の「システムインテグレータ」に登録。
- 2001年4月 - 静岡県内でADSLインターネットサービスを開始。
  - 7月 - 厚木ネットワークセンターを設立、関東地区のADSLインターネットサービスを開始。
  - 8月 - 日本インターネットエクスチェンジ株式会社（JPIX）との接続を開始、インターネットサービスプロバイダ（一次プロバイダ）となる。
- 2002年6月 - 株式をJASDAQ市場に店頭公開。
- 2004年4月 - 株式会社トーカイ・ブロードバンド・コミュニケーションズにCATV、ADSL事業を営業譲渡。
- 2005年10月1日 - 株式会社トーカイ・ブロードバンド・コミュニケーションズを吸収合併し、CATV、ADSL事業を統合。
- 2007年4月1日 - 御殿場ケーブルメディアの事業譲受。
- 2009年
  - 12月4日 - 倉敷ケーブルテレビを子会社化。
  - 12月7日 - エルシーブイを子会社化。
- 2010年
  - 4月1日 - 御殿場ケーブルメディアを吸収合併。
  - 9月21日 - ドリームウェーブ静岡（現：トコちゃんねる静岡）の株式取得の基本合意を筆頭株主の鈴与ホールディングスと基本合意。その後同年11月25日に鈴与グループ各社やその他の株主から保有する株式（全体の58.3%）を取得したことにより、子会社化。
- 2011年
  - 4月 - 株式会社TOKAIと共に株式移転による共同持株会社、株式会社TOKAIホールディングスを設立。ビック東海はTOKAIホールディングスの完全子会社となりJASDAQ上場廃止。TOKAIホールディングスが東証1部に上場。
  - 10月1日 - 社名を株式会社TOKAIコミュニケーションズと変更する。
- 2012年4月2日 - 分社化によってケーブルテレビ事業を株式会社TOKAIケーブルネットワークが運営する。
- 2013年
  - 3月 - 凌群電腦股份有限公司（THE SYSCOM GROUP）と台湾において合弁会社「雲碼股份有限公司」を設立する。
  - 4月 - 株式会社両備システムズと業務提携し、岡山にデータセンターを開設する。
  - 10月 - テックファーム株式会社との資本業務提携を開始する。
- 2017年2月 - MVNO事業に本格参入、格安SIMサービス「LIBMO」を開始[7]。
- 2018年9月 - 株式会社サイズの株式を取得する。株式会社トリプルアイズとの資本業務提携を開始する。
- 2019年
  - 3月 - iPhone修理事業を開始する。iPhone修理店「iCracked Store」と格安モバイルサービス「LIBMO」のコラボショップを出店する。
  - 7月 - 株式会社アムズブレーンの株式を取得する。
  - 11月 - AWS EUCコンピテンシー取得
- 2020年12月 - AWSマネージドサービスプロバイダー（MSP）プログラム認定を取得する。
- 2023年7月 - AWS Migration Services コンピテンシー認定を取得する。
- 2023年1月 - AWS Well-Archtected パートナープログラム認定を取得する。

## 過去の事業

### ケーブルテレビ
かつて行っていたケーブルテレビ事業は、2012年の分社化により、現在はTOKAIケーブルネットワークが運営している。

### ゲームソフト
1980年代から1990年代にかけて、ファミコンやメガドライブ向けゲームソフトの開発を行っていたが、現在はゲームソフト関連事業から撤退している。本項ではビック東海（現：TOKAIコミュニケーションズ）が過去に開発・販売・発売を行っていたゲームソフトを記載する。
- ガーゼィの翼（PC）
- 突然! マッチョマン
- まじかるキッズどろぴー
- アイギーナの予言
- カケフくんのジャンプ天国 スピード地獄
- 電撃ビッグバン!
- バトルマニア
- バトルマニア大吟醸
- ザードの伝説
- 神聖紀オデッセリア
- 神聖紀オデッセリアII
- エアロスター (ゲーム)
- チェスター・フィールド “暗黒神への挑戦”
- 冒険!パズルロード
- ジェムジェム
- 機動装甲ダイオン
- ザ・ハイパーゴルフ ～デビルズコース～
- プレイボーイカラオケシリーズ
- クリティコム
- バーニング ロード
- スクラッチゴルフ
- スペースダイナマイツ
- ブロックギャル
- ゴルゴ13 第一章神々の黄昏
- ゴルゴ13 第二章イカロスの謎
- ToKoRo'sマージャン
- カロリーくんvsモグラニアン ※開発を担当。発売はセガ。
- ウィップラッシュ (シューティングゲーム) ※開発を担当。発売はセガ。
- UFO戦士ようこちゃん ※開発を担当。発売はセガ。仮タイトルは「なんのこれしきっ」であった。当初南野陽子を起用したタレントゲームとして企画、開発されたが、諸事情で南野の事務所側の協力が得られなくなり、タイトルを変更し、パロディという扱いで世に出ることとなった経緯がある。
- まじかるハットのぶっとびターボ!大冒険 ※開発を担当。発売はセガ。
- プリンセス・ミネルバ
- おらがランド主催 ベストファーマー収穫祭

### アーケードゲーム
- タクシードライバー：1984年。グラフィックテクノが開発した、データーイーストのイエローキャブの模倣作
- ザ・エクス（THE X）：1985年に販売予定のはずだっだシューティングゲームだが、取り消しに。
- カロリーくんvsモグラニアン：1986年。セガ販売のプラットホームアーケードゲーム。大平技研と共に開発。
- ブロックギャル：1987年。セガが販売した「ブロック崩し」。
- 時の戦士：RPG。セガが販売した。